# Campiña Sur (Badajoz)
Campiña Sur (em português: Campina Sul) ou Comarca de Llerena é uma comarca da Espanha, no sudeste da província de Badajoz, comunidade autónoma da Estremadura. A sua sede administrativa é Azuaga. Tem 2 483,7 km² de área[carece de fontes?] e em 2021 tinha 28 751 habitantes.
Os municípios da comarca estão associados na Mancomunidade de Águas e Serviços Comarca de Llerena, a qual tem a sua sede em Llerena.
| Comarcas e províncias limítrofes de Campiña Sur |                                                  |                                  |
| Zafra-Río Bodión • Terra de Barros              | Terra de Barros • Tierra de Mérida - Vegas Bajas | La Serena                        |
| Zafra-Río Bodión • Tentudía                     |                                                  | Província de Córdova (Andaluzia) |
| Tentudía                                        | Província de Sevilha (Andaluzia)                 | Província de Córdova             |

## Municípios da comarca
| Município               | Área (km²) | População (2021) | Densidade (hab./km²) |
| ----------------------- | ---------- | ---------------- | -------------------- |
| Ahillones               | 21,5       | 851              | 39,6                 |
| Azuaga                  | 498,0      | 7 702            | 15,5                 |
| Berlanga                | 127,8      | 2 306            | 18                   |
| Campillo de Llerena     | 18,6       | 1 333            | 71,7                 |
| Casas de Reina          | 50,0       | 202              | 4                    |
| Fuente del Arco         | 115,0      | 681              | 5,9                  |
| Granja de Torrehermosa  | 152,0      | 1 965            | 12,9                 |
| Higuera de Llerena      | 113,0      | 335              | 3                    |
| Llera                   | 71,5       | 823              | 11,5                 |
| Llerena                 | 163        | 5 697            | 35                   |
| Maguilla                | 98,0       | 960              | 9,8                  |
| Malcocinado             | 26,0       | 351              | 13,5                 |
| Peraleda del Zaucejo    | 163,7      | 490              | 3                    |
| Puebla del Maestre      | 79,0       | 665              | 8,4                  |
| Reina                   | 72,0       | 151              | 2,1                  |
| Retamal de Llerena      | 96,0       | 432              | 4,5                  |
| Trasierra               | 59,8       | 617              | 10,3                 |
| Usagre                  | 240,0      | 1 761            | 7,3                  |
| Valencia de las Torres  | 210,2      | 519              | 2,5                  |
| Valverde de Llerena     | 41,2       | 566              | 13,7                 |
| Villagarcía de la Torre | 67,4       | 910              | 13,5                 |